# Xian de Yongchang
Le xian de Yongchang (永昌县 ; pinyin : Yǒngchāng Xiàn) est un district administratif de la province du Gansu en Chine. Il est placé sous la juridiction de la ville-préfecture de Jinchang.

## Démographie
La population du district était de 250 811 habitants en 1999.